# 詹姆斯·厄尔·雷
詹姆斯·厄尔·雷（英語：James Earl Ray，1928年3月10日—1998年4月23日），暗杀美国著名黑人民权领袖马丁·路德·金的凶嫌。

## 简介
1928年3月10日，雷出生在伊利诺斯州的奥尔顿，他是露西尔和乔治·埃利斯·雷的儿子。他有爱尔兰、苏格兰和威尔士血统。
1935年2月，雷的父亲在伊利诺伊州的奥尔顿开始支票诈骗。为了逃避惩罚全家搬到了密苏里州的尤因，雷是九个孩子的第一胎，其中包括约翰·拉里·雷、富兰克林·雷、杰瑞·威廉·雷、梅尔巴·雷、卡罗尔·雷·佩珀、苏珊·雷和玛乔里·雷。他的妹妹Marjorie小时候死于火灾。
雷十五岁就辍学了。他后来加入了美国第二次世界大战结束时的军队，曾在德国服役，尽管雷努力适应军事生活，但最终于1948年因无能和缺乏适应能力而退役。
1949年，雷第一次因犯罪活动被定罪，这是加州的一起盗窃案。1952年，他因在伊利诺伊州持械抢劫出租车司机而服刑两年。1955年，雷在密苏里州汉尼拔偷钱后被判犯有邮件诈骗罪，然后伪造他们去佛罗里达旅行。他在莱文沃思服役四年。1959年，雷在一次持械抢劫中被抓到偷了120美元。路易斯·克罗格商店。雷因屡次犯罪而被判处20年徒刑。1967年，他躲在一辆从监狱面包店运送面包的卡车里逃出密苏里州监狱。乔治·华莱士競選總統期間，詹姆斯·厄尔·雷支持乔治·华莱士的種族隔離政策。

1968年4月4日，马丁·路德·金在旅店二楼阳台遭遇枪击，脸颊中弹，送医后抢救无效去世。两个月后，雷在英国伦敦希思罗机场被捕，当时他持有假的化名为雷蒙·乔治·斯尼德的加拿大护照，试图离开英国，前往白人统治的罗德西亚。他很快被引渡到美国田纳西州受审。次年3月，雷承认自己杀害马丁·路德·金的罪行，但三天后翻供，之后在律师的建议下承认罪名以免被判死刑，后被判处99年监禁。雷在30年的服刑生涯中一直没有放弃争取再审的努力，但每次都因证据不足而失败。雷的律师一直坚称雷是一个替罪羊，就像阴谋论者认为肯尼迪遇刺案中李·哈维·奥斯瓦尔德的角色。但不可否认的是，雷之前多次持械抢劫的前科对他十分不利。1997年，马丁·路德·金的儿子德克斯特·金与雷见面，并公开支持詹姆斯·厄尔·雷争取再审。1998年4月23日，雷因肝病在纳什维尔荣军医院去世，终年70岁。

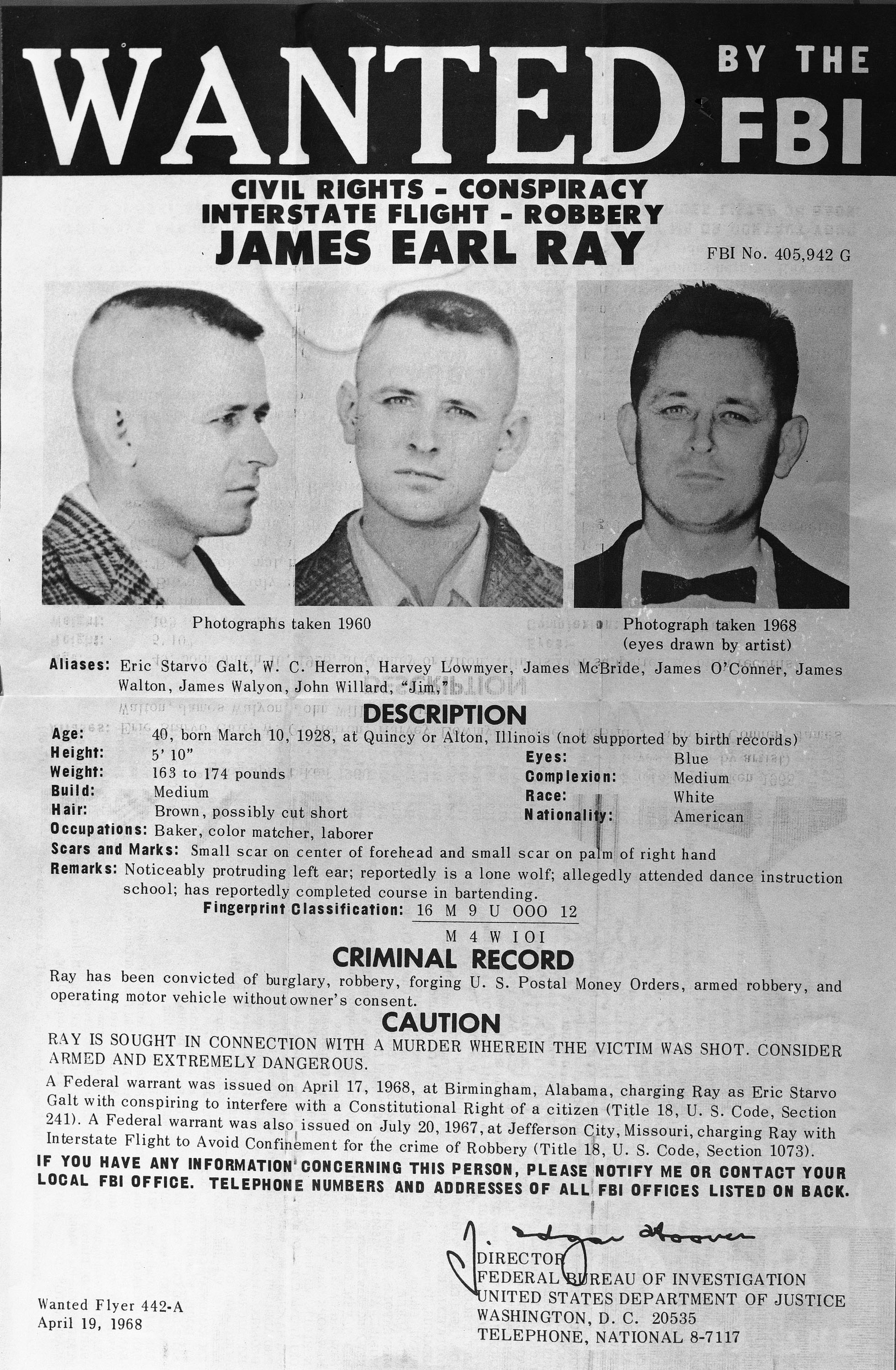
联邦调查局对詹姆斯·厄尔·雷发布的通缉令